# Uniwersytet w Oulu

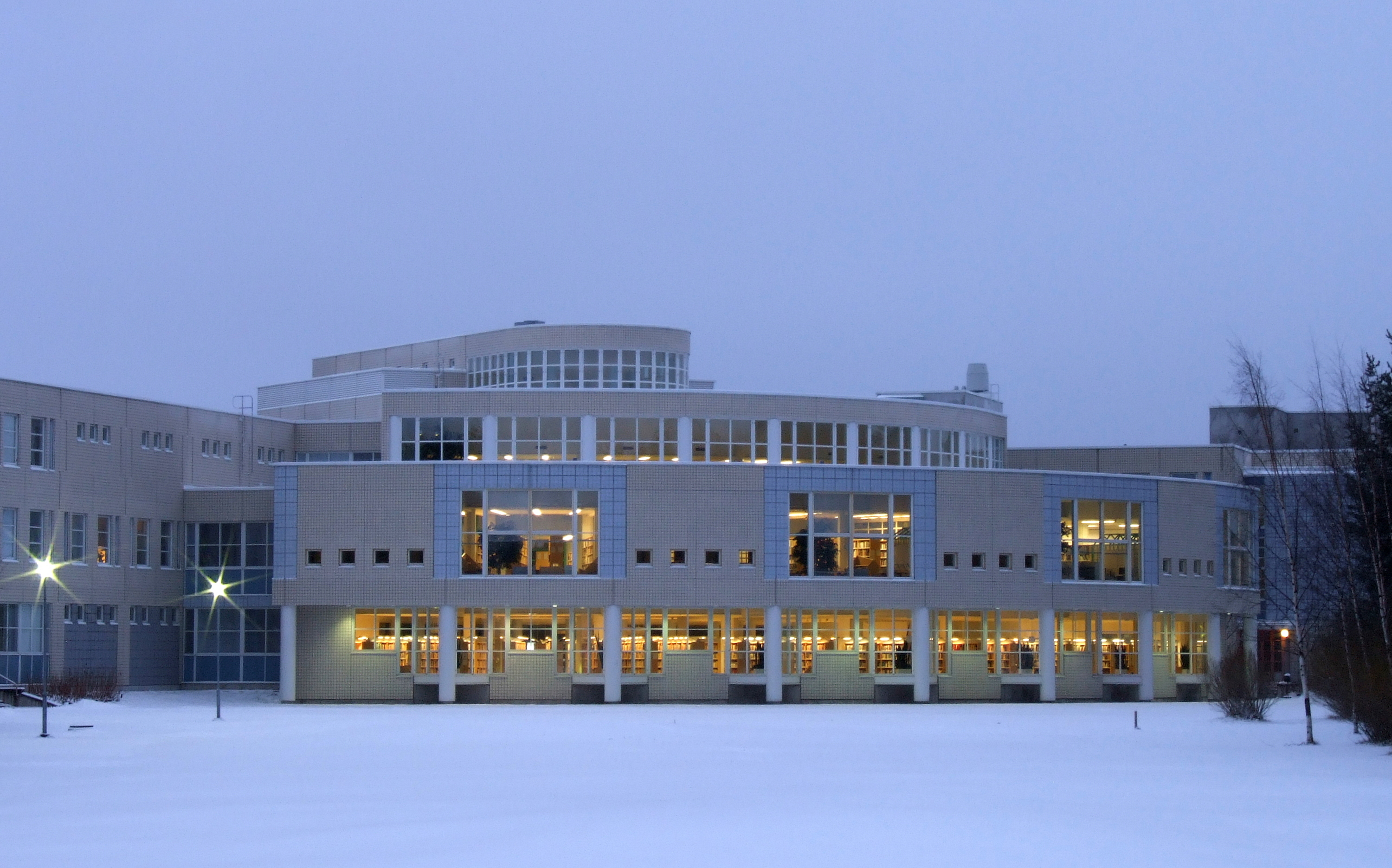
Jedna z bibliotek uniwersyteckich na kampusie w Linnanmaa

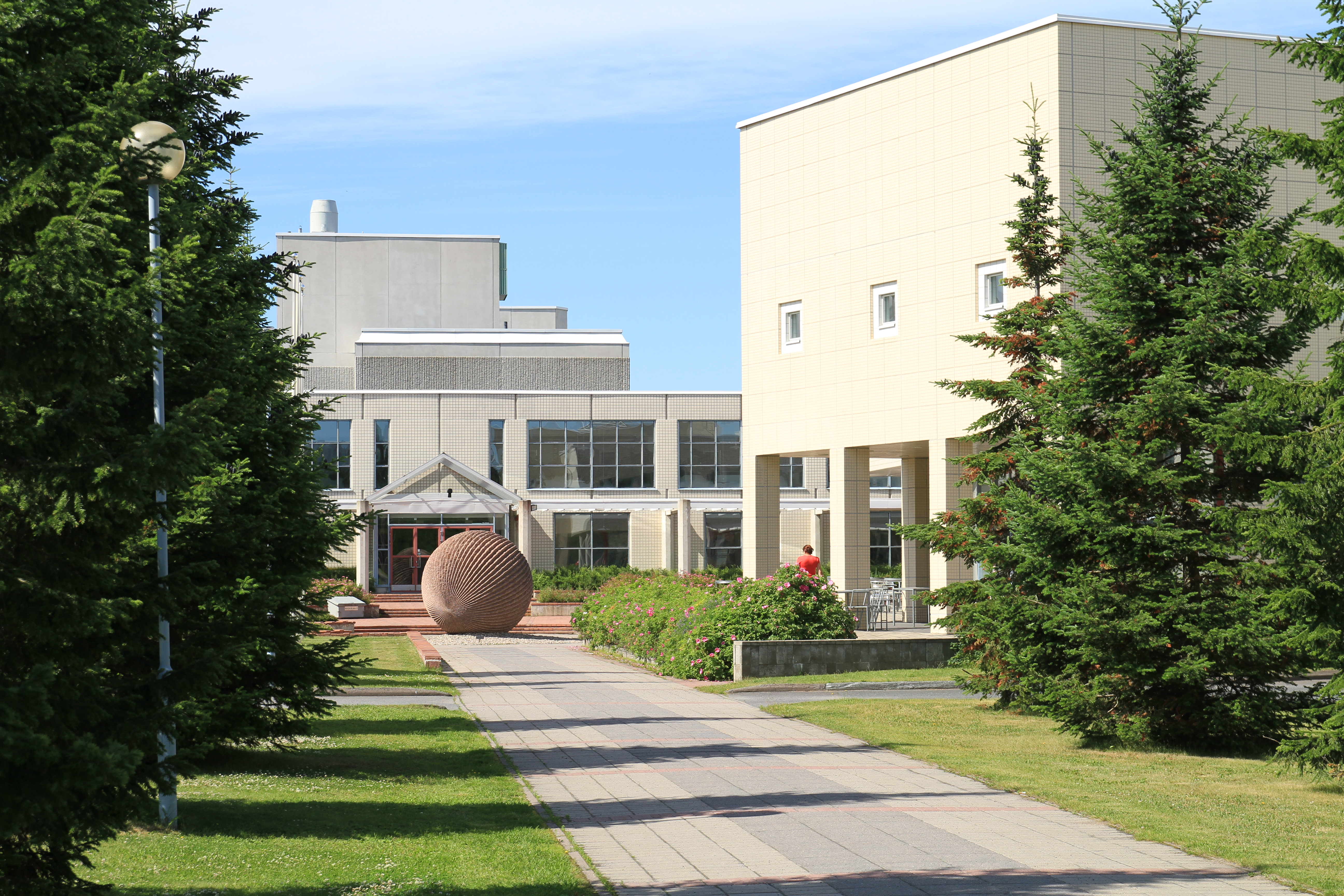
Kampus w Linnanmaa

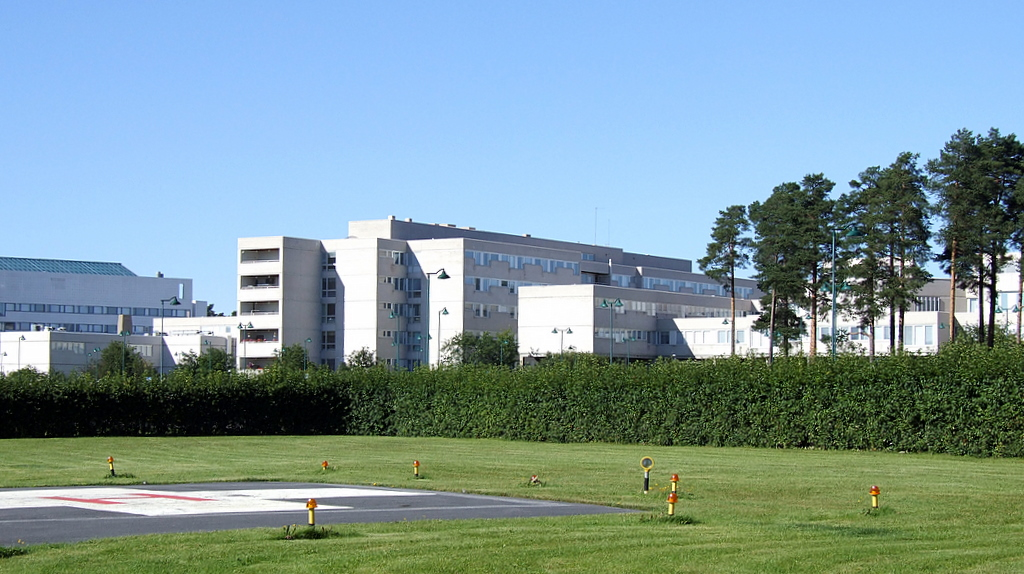
Szpital uniwersytecki

Uniwersytet w Oulu (fiń. Oulun yliopisto) - jedna z największych w Finlandii uczelni wyższych, znajdująca się w Oulu. W 2009 na Uniwersytecie w Oulu studiowało 15 661 studentów. Jest on również jednym z głównych pracodawców w mieście.
Uniwersytet posiada dwa kampusy w Oulu - jeden w dzielnicy Linnanmaa, 5 km na północ od centrum miasta, drugi w Kotinkangas, mieści wydział medyczny i jest zintegrowany ze szpitalem uniwersyteckim. Ponadto wydział architektury ma własny budynek w centrum Oulu. Kampus zamiejscowy mieści się w Kajaani.
Uniwersytet w Oulu posiada liczne stacje badawcze i jednostki zamiejscowe, m.in.:
- obserwatorium geofizyczne w Sodankylä
- stacja badań biologicznych w Kuusamo
- Instytut Południowy w Nivala
- oddział Kemi-Tornio
- oddział Raahe

## Wydziały
Uniwersytet podzielony jest na 6 wydziałów:
- Wydział humanistyczny       (Humanistinen tiedekunta)
- Wydział edukacji            (Kasvatustieteiden tiedekunta)
- Wydział nauk przyrodniczych (Luonnontieteellinen tiedekunta)
- Wydział medyczny            (Lääketieteellinen tiedekunta)
- Wydział ekonomiczny         (Taloustieteiden tiedekunta)
- Wydział techniczny          (Teknillinen tiedekunta)